# François Truphème
André François Joseph Truphème, né à Aix-en-Provence le 23 mars 1820 et mort à Paris le 22 janvier 1888, est un sculpteur français.

## Biographie
François Truphème, frère aîné du peintre Auguste Truphème (1836-1898), est l’élève de Jean-Marie Bonnassieux à l'École des beaux-arts de Paris, grâce à la protection de Mignet. À partir de 1850, il expose au Salon jusqu’à sa mort survenue en 1888. Il obtient trois médailles en 1859 pour Rêverie, en 1864 pour Une jeune Fille à la source et en 1865 pour Le Berger Lycidas sculptant le bout de son bâton.
Il réalise de nombreuses sculptures pour les monuments publics. Dans l'escalier d'honneur du musée des beaux-arts de Marseille au palais Longchamp, il réalise trois couples d'enfants portant les cartouches dédiés à Van Loo, Guérin et Espercieux. Pour le palais de justice de Marseille, il sculpte dans la première chambre Bonaparte discutant le Code au Conseil d'État, et deux figures isolées, L'Éloquence et La Vérité. Pour le palais des Arts de Marseille, il sculpte Le Génie des sciences placé dans une niche au sommet de l’avant corps de gauche du bâtiment, tandis que Louis-Félix Chabaud sculpte Le Génie des arts au sommet de l’avant corps droit.
Il réalise les deux statues qui se dressent à l'entrée du cours Mirabeau à Aix-en-Provence : celle de la partie nord représente Les Sciences et les Arts, tandis que celle de la partie sud représente L'Industrie et les Arts décoratifs.
Il participe à la décoration de plusieurs monuments de Paris : hôtel de ville, Palais Garnier et palais du Louvre.
François Truphème est nommé chevalier de la Légion d'honneur le 13 juillet 1880.

## Œuvres dans les collections publiques
- Aix-en-Provence : 
  - musée Granet : 
    - François Marius Granet, 1877, buste en marbre[6] ;
    - Louis-Mathurin Clérian, 1842, buste en marbre ;
    - Mirabeau, 1869, modèle en plâtre pour la statue du palais de justice[7] ;
    - L'Invocation, 1874, statue en plâtre[8] ;
    - Ensevelissement du Christ, 1840-1850, bas-relief en plâtre.

  - entrée du cours Mirabeau :
    - Les Sciences et les Arts, 1882 ;
    - L'Industrie et l'Art décoratif, 1882.

  - palais de justice : Mirabeau, 1870, marbre, cette statue était précédemment dans la mairie[9]
  - fontaine de la Rotonde : piédestal orné de têtes de lion surmontant la vasque et supportant un groupe de trois statues.
- Bourg-la-Reine, mairie : Condorcet, 1880, buste en marbre[10].
- Brest : Invocation.
- Carpentras : Mirabeau.
- Clamecy, musée d'Art et d'Histoire Romain Rolland : Jeune fille et poussins, vers 1857, terre cuite.
- Lyon : Jeune Fille à la source[11].
- Grenoble : Angélique attachée au rocher[12].
- Marseille :
  - musée des beaux-arts : Le Moineau de Lesbie[13].
  - Palais Longchamp : sur les seize groupes de deux enfants placés dans l'escalier aux entre-fenêtres et entre les panneaux de pierre, chaque composition portant un cartouche où sont gravés les noms d'artistes, François Truphème sculpte trois groupes portant le nom respectif d'Espercieux, les Van Loo et Paulin Guérin[14].
  - Palais de justice : deux bas-reliefs en plâtre, Bonaparte discutant le code au Conseil d'État et Le Corps législatif présentant le Code à Napoléon Ier[15].
- Meudon, musée d'art et d'histoire : Monument à François Rabelais, 1885, buste en bronze, envoyé à la fonte sous le régime de Vichy, un nouveau bronze a été fondu d'après le plâtre original et inauguré sur un nouveau piédestal en 1996[16].
- Paris :
  - Hôtel de ville de Paris : Lancret, statue des façades de l'hôtel de ville de Paris.
  - musée d'Orsay : Angélique attachée au rocher, 1855, statue en marbre[17]
  - palais du Louvre :
    - La Pêche[18] ;
    - Le Commerce[19] ;
    - L'Automne[20].

  - Opéra de Paris : Heures du soir[21]
- Senlis, musée d'art et d'archéologie : L'Oiseleur, 1878, marbre[22].
- Sète, musée Paul Valéry : Mignet, 1885, buste plâtre[23].
- Tarbes : Vénus grondant l’Amour.

## Galerie

Œuvres de François Truphème
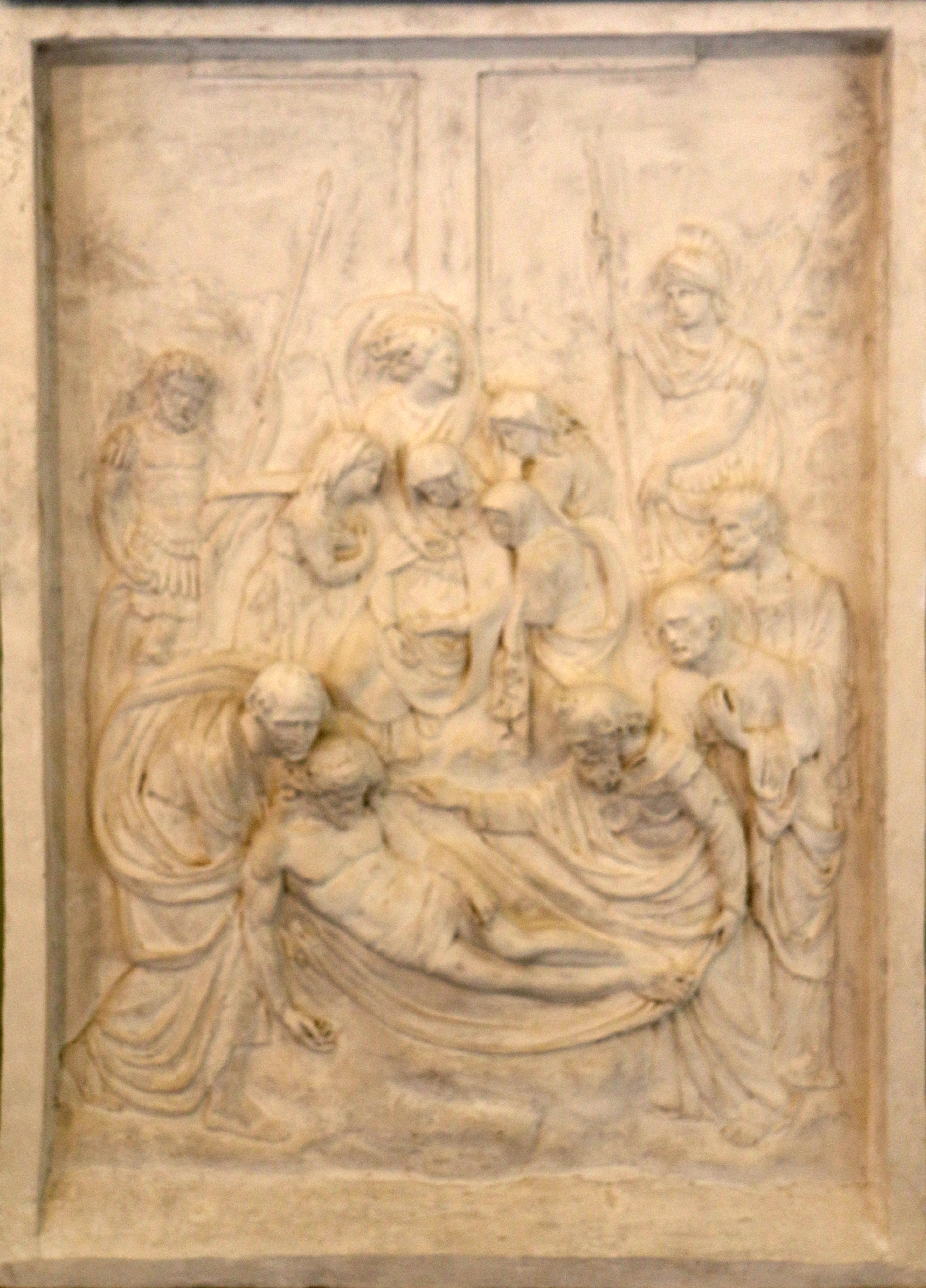
Ensevelissement du Christ (1840-1850), Aix-en-Provence, musée Granet.
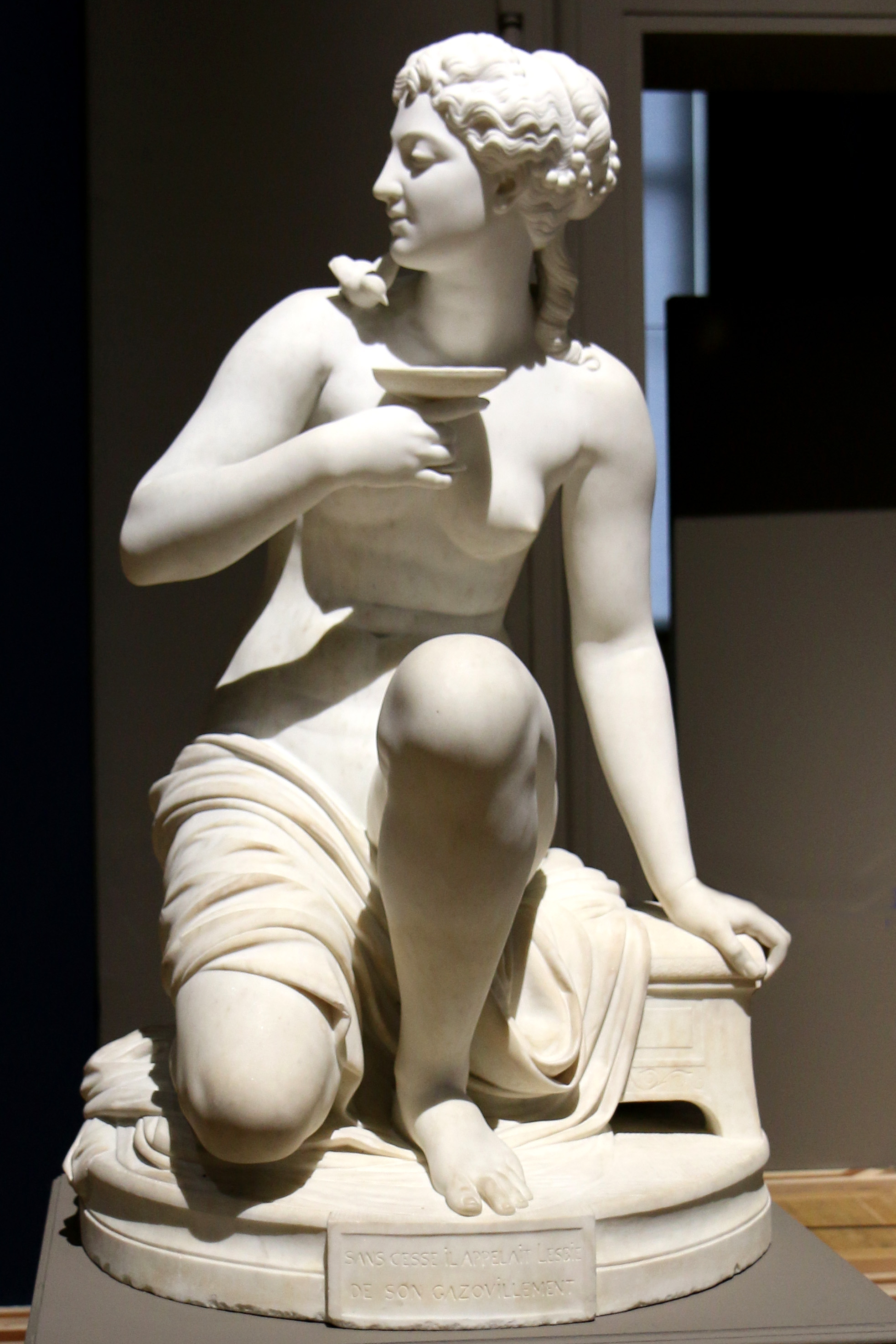
Le Moineau de Lesbie (entre 1870 et 1875), musée des beaux-arts de Marseille.
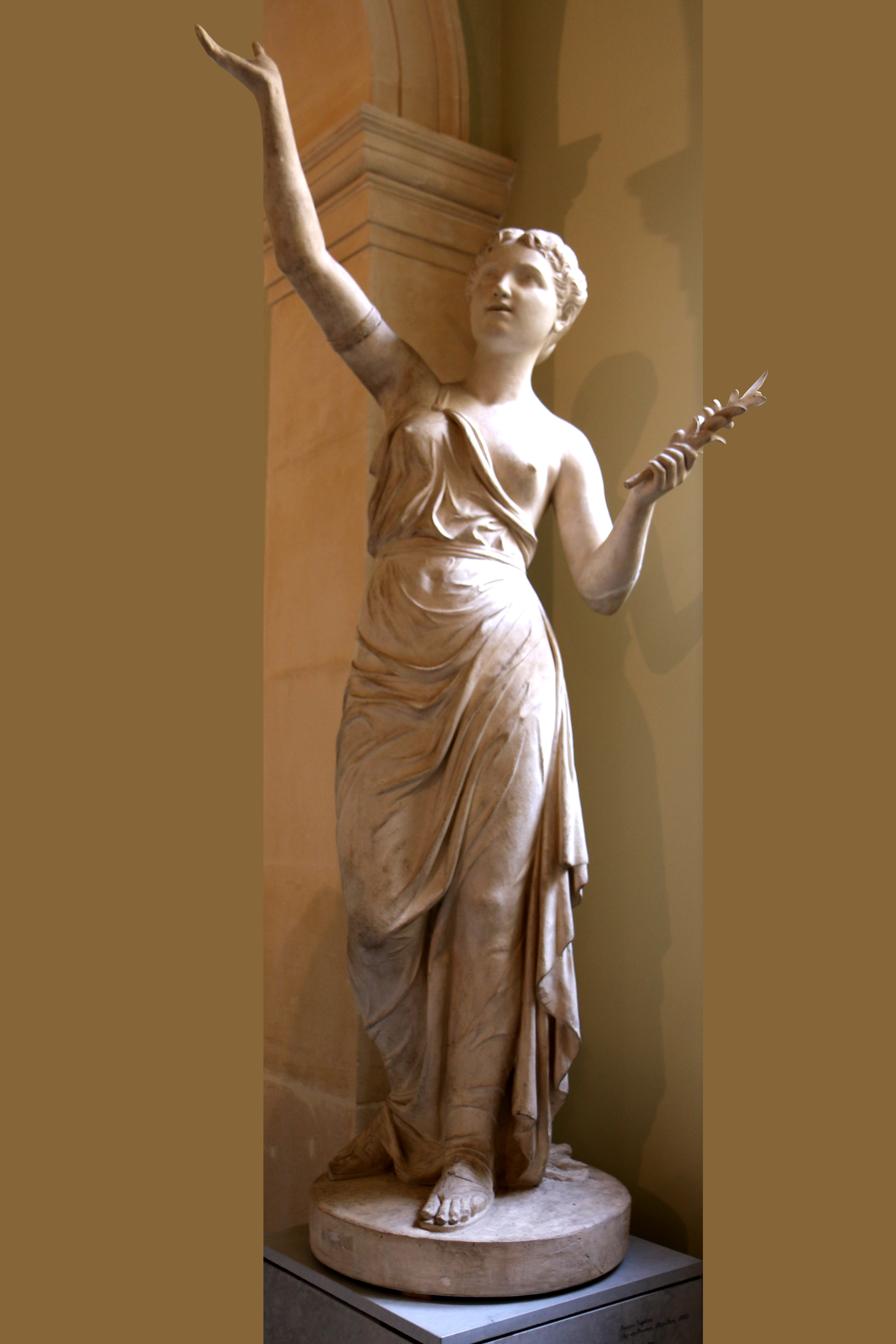
L'Invocation (1874), Aix-en-Provence, musée Granet.
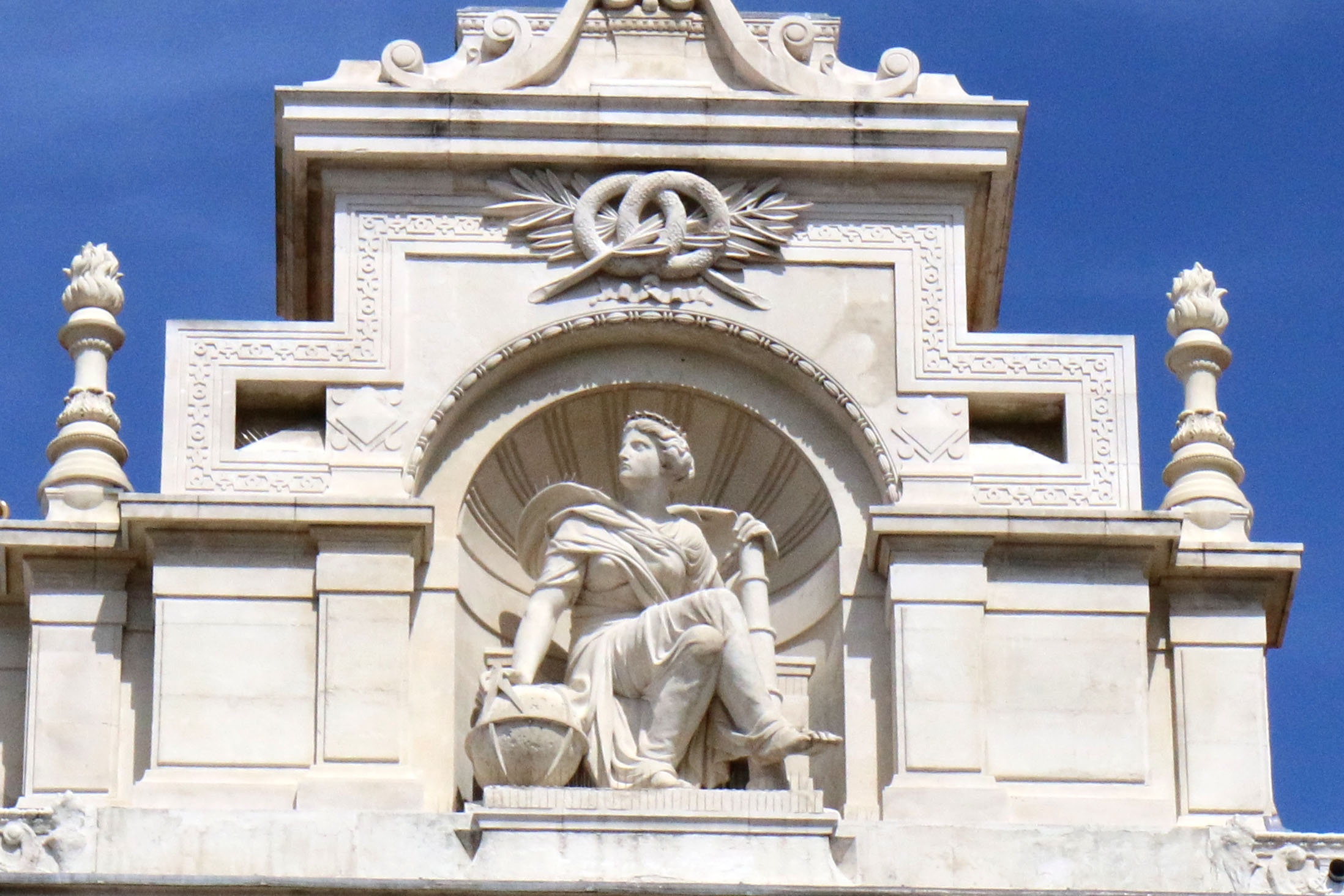
Le Génie des Sciences (1874), Palais des Arts de Marseille.
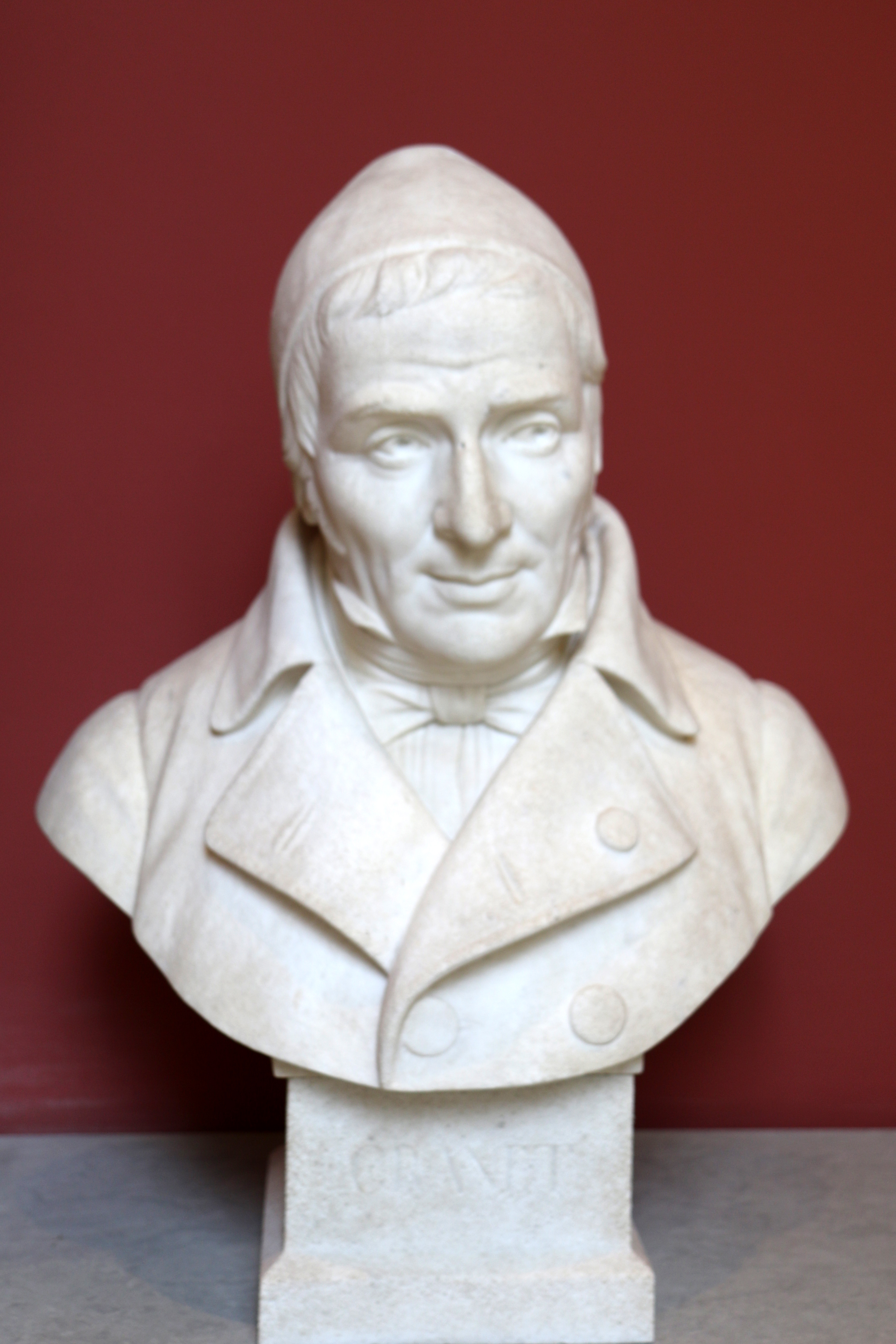
François Marius Granet (1877), Aix-en-Provence, musée Granet.
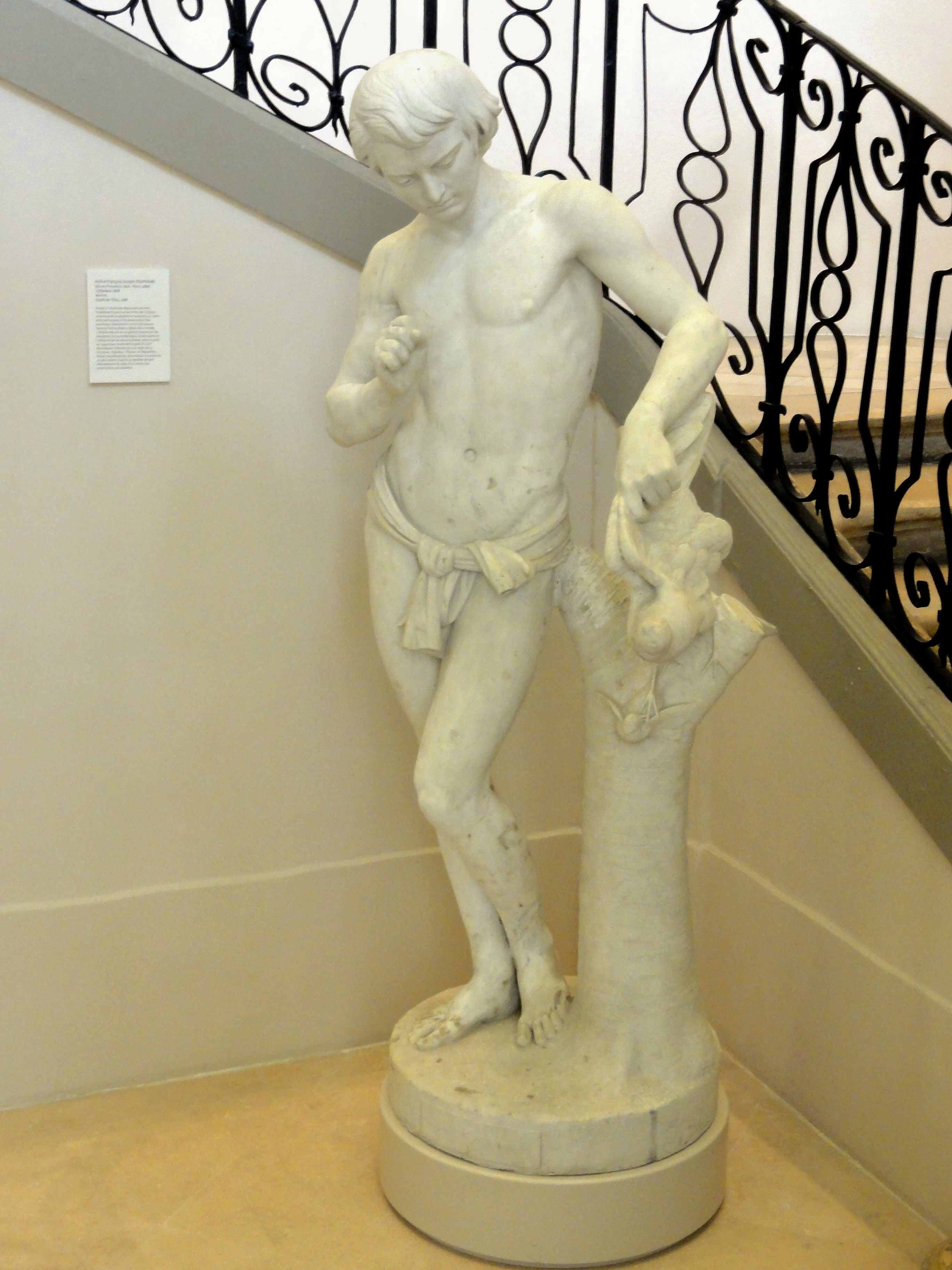
L'Oiseleur (1883), musée d'art et d'archéologie de Senlis.
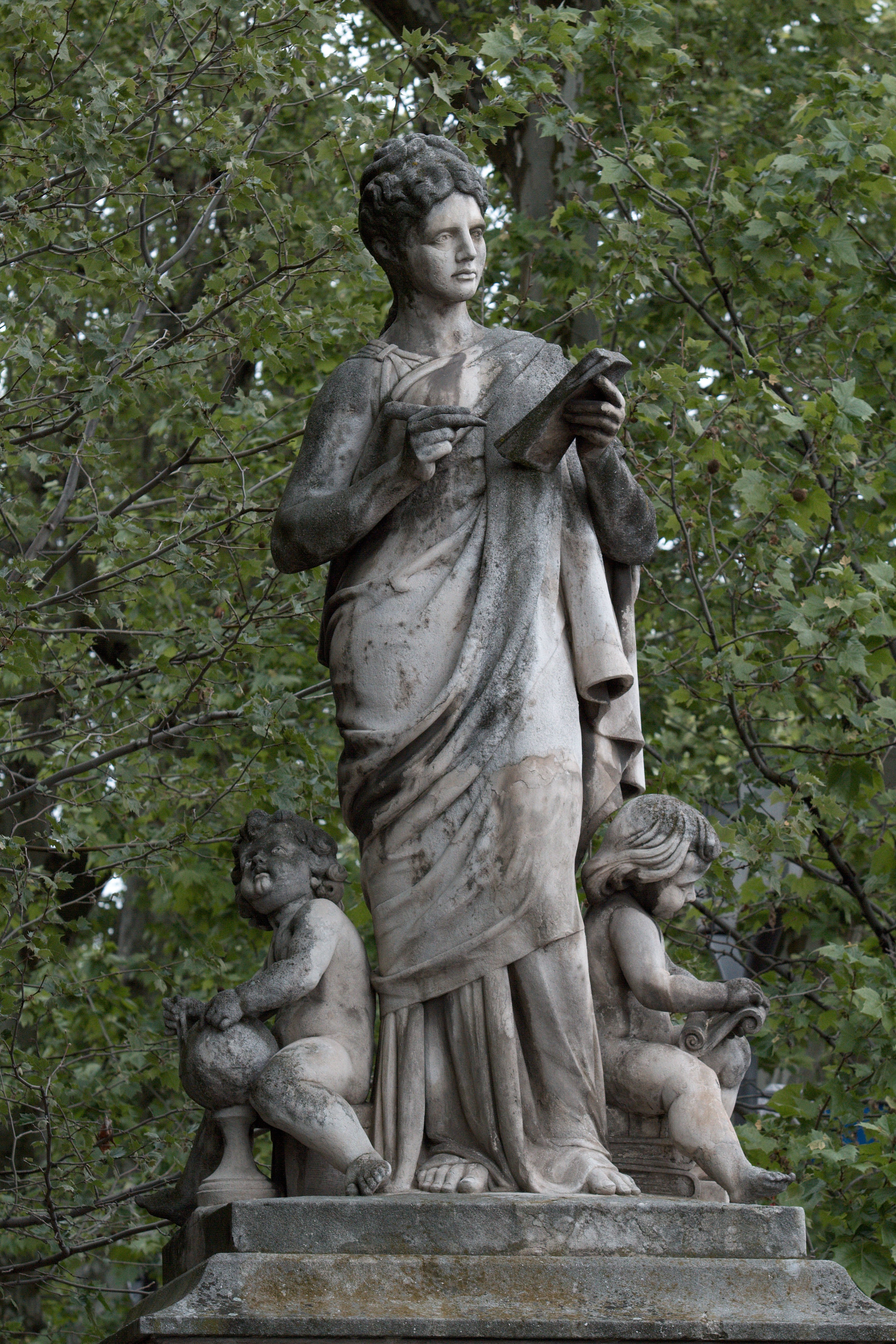
Les Sciences et les Arts (1882), Aix-en-Provence, cours Mirabeau.
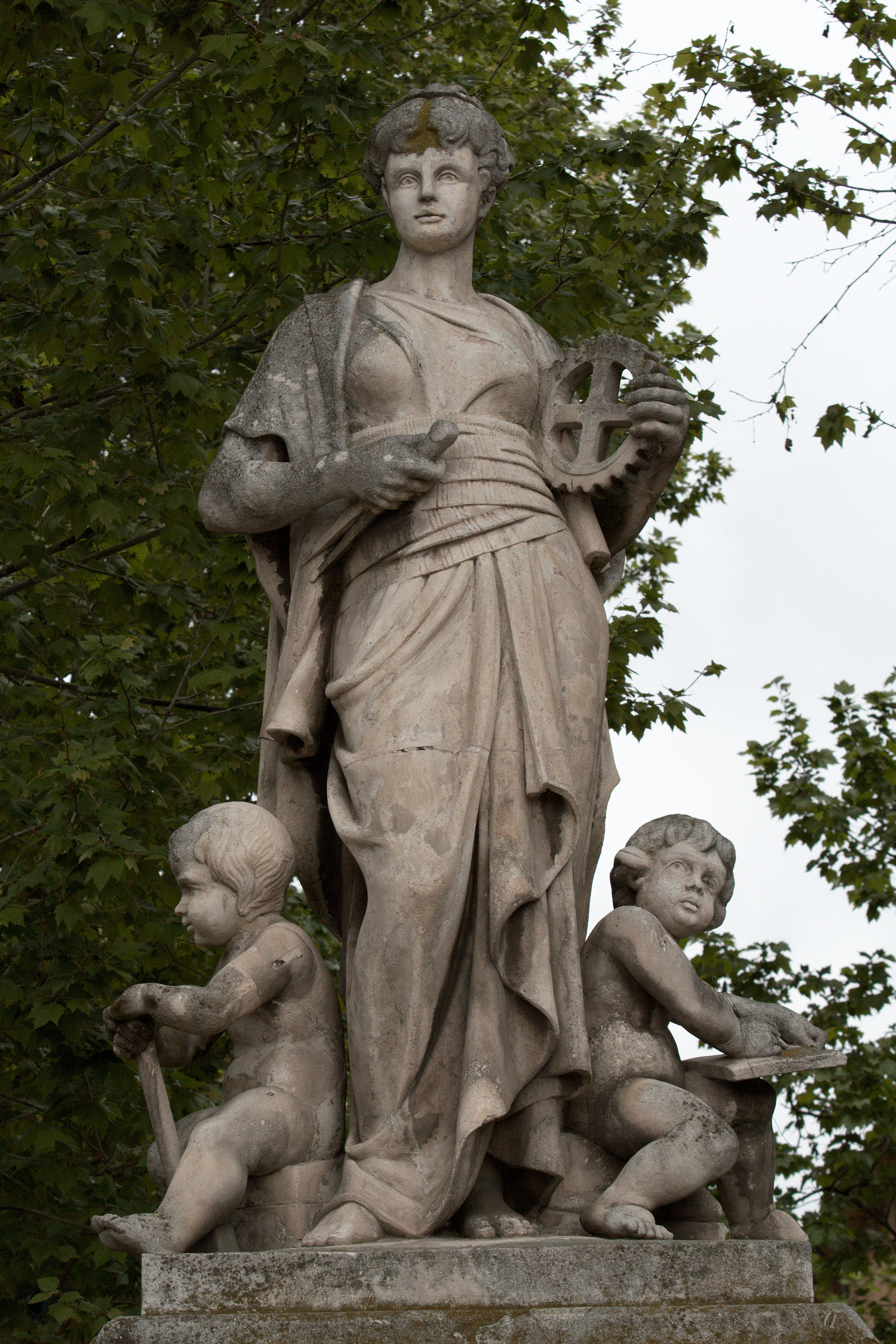
L'Industrie et l'Art décoratif (1882), Aix-en-Provence, cours Mirabeau.
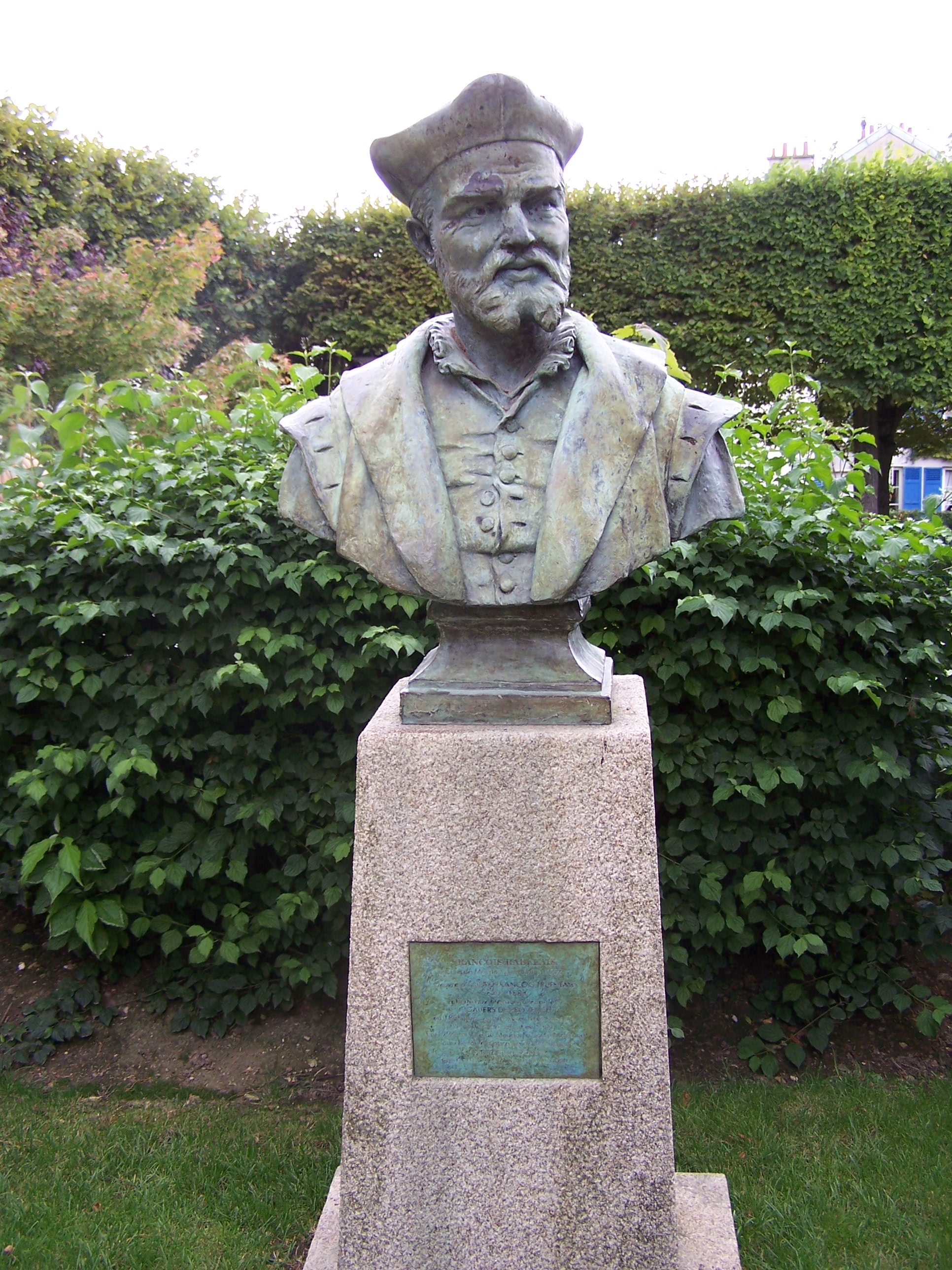
Monument à François Rabelais (1996, d'après le modèle de 1885), musée d'art et d'histoire de Meudon.